# آلوئه هومیلیس
آلوئه هومیلیس (Aloe Humilis ) گونه ای از گیاهان آبدار از تیره آلوئه است. این گیاه بومی استان کیپ آفریقای جنوبی است،  و آلوئه کم رشد و کوتاه ساقه با خارهای کوچک است که در خوشه‌های متراکم رشد می کند. 
تولید و تکثیر آن فقط از طریق پاجوش است، و در سال بین ۳ الی ۱۰ پاجوش به‌صورت خیلی کند به‌وجود می‌آورد.